# Ялпужень (село)
Ялпужень (рум. Ialpujeni, Ялпужены) — село в Чимишлийском районе Молдавии. Является административным центром коммуны Ялпужень, включающей также село Мариенфелд.

## История
22 октября 1973 года село Ялпужены было присоединено к селу Первомайск. Восстановлено Постановлением № 882 от 22.01.1992.

## География
Село расположено на высоте 116 метров над уровнем моря. Недалеко от села по направлению с севера на юг протекает река Ялпужель (правый приток реки Ялпуг), которая периодически пересыхает.

## Население
По данным переписи населения 2004 года, в селе Ялпужень проживает 1209 человек (587 мужчин, 622 женщины).
Этнический состав села:
| Национальность | Число жителей | Процентный состав |
| -------------- | ------------- | ----------------- |
| молдаване      | 1189          | 98.35             |
| русские        | 6             | 0.5               |
| болгары        | 6             | 0.5               |
| украинцы       | 3             | 0.25              |
| румыны         | 1             | 0.08              |
| прочие         | 4             | 0.33              |
| Всего          | 1209          | 100 %             |